# Fitzgerald
Fitzgerald je priimek več znanih oseb:

## B
- Barry Fitzgerald (1888—1961), irsko-ameriški igralec

## D
- David FitzGerald, valižanski škof v 12. stoletju

## E
- Edward Fitzgerald (1763—1798), irski rodoljub
- Edward Fitzgerald (1809—1883), angleški pesnik in prevajalec
- Ella Fitzgerald (1917—1996), ameriška jazzovska pevka

## F
- Francis Scott Key Fitzgerald (1896—1940), ameriški pripovednik irskega porekla

## G
- Garett Fitzgerald (1926—2011), irski politik
- Gerald Fitzgerald, irski škof v 15. stoletju
- Gerald Michael Fitzgerald (1889—1957), britanski general
- Geraldine Fitzgerald (1913—2005), angleška igralka
- George Francis Fitzgerald (1851—1901), irski fizik

## J
- Joseph Patrick Fitzgerald (1914—1986), južnoafriški rimskokatoliški nadškof, nazadnje v Johannesburgu

## M
- Michael Fitzgerald (*1946), irski psihiater, publicist, strokovnjak za avtizem
- Michael Fitzgerald (*1988) novozelandski nogometaš
- Michael Louis Fitzgerald (*1937), angleški teolog, nadškof, strokovnjak za islam, predsednik papeškega sveta za medverski dialog, diplomat in kardinal

## P
- Penelope Fitzgerald (1916—2000), angleška pisateljica

## Z
- Zelda Sayre Fitzgerald (1900—1948), ameriška pisateljica